# Огнёвка кукурузная
Огнёвка кукурузная, или кукурузный мотылёк стеблевой мотылёк (лат. Ostrinia nubilalis) — бабочка семейства огнёвок-травянок, заселяет крупностебельные культурные, дикорастущие и сорные растения, такие как полынь (Artemisia spp.), дурнишник (Xanthium spp.), ежовник обыкновенный (Echinochloa crusgalli), череду (Bidens spp.), амброзию полыннолистную (Ambrosia artemisifolia) и др.

## Описание
Выражен половой диморфизм: самцы в среднем мельче и окрашены темнее самок. Размах крыльев 23—32 мм.

## Ареал
Обитает в Европе, западной и центральной Азии, северной Африке. Завезён в Северную Америку.

## Биология
На большей части ареала развивается 1 поколение, на Северном Кавказе — 2, в Средней Азии и Закавказье — до 3 поколений.

## Жизненный цикл
Продолжительность жизни бабочек 5—20 дней. Плодовитость самки 200—700 яиц, максимально до 1250. Яйца откладываются группами от 2 до 70 и более штук в кладке (чаще 20—40), черепицеобразно. Продолжительность развития яиц 3—9 дней. Гусеницы развиваются в течение 20—45 дней. Зимуют завершившие питание гусеницы внутри растительных остатков. Стадия куколки длится 10—25 дней.

## Хозяйственное значение
Гусеницы повреждают кукурузу, а также просо, коноплю и хмель; способны повреждать перец, сорго, сою, хлопчатник.
У бабочек Ostrinia nubilalis обнаружены «феромонные расы» в большинстве точек ареала вида, которые продуцируют феромоны, отличающиеся составом и соотношением компонентов с цис- и транс-изомерией. Предпочтение разными расами огнёвки тех или иных видов кормовых растений не доказано.
Этот вид считается одним из главных вредителей в регионах выращивания кукурузы и хмеля. Гусеницы огнёвки кукурузной, выедая стебель изнутри, ослабляют растения. Повреждённые гусеницами стебли часто обламываются, что затрудняет жатву. При сильном повреждении потери достигают 10 процентов урожая зерна и зелёной массы кукурузы.